# 2A65 152mm榴弾砲

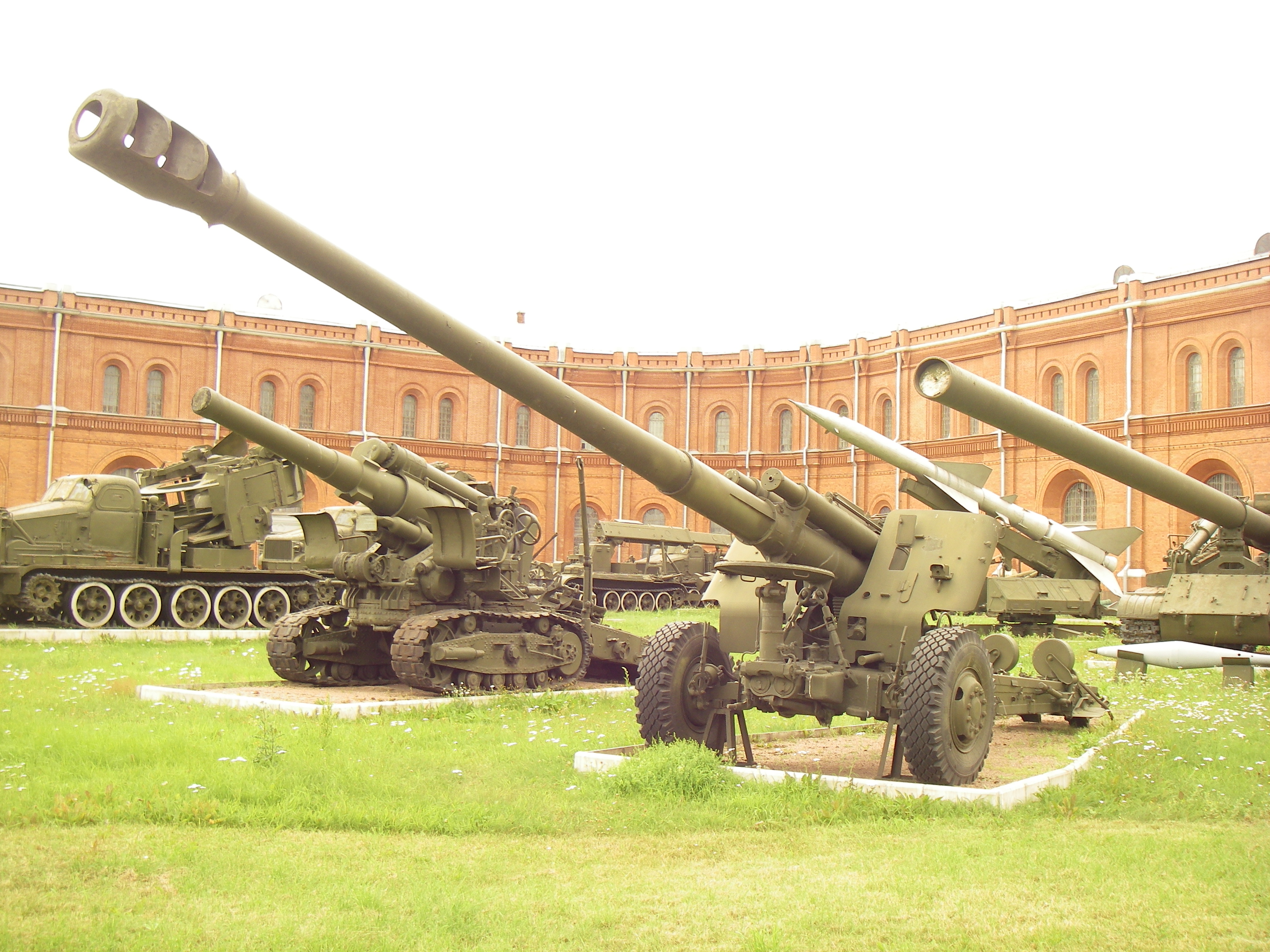
2A65「ムスタ-B」 152mm榴弾砲

2A65「ムスタ-B」（ロシア語:2А65 «Мста-Б»ドヴァー・アー・シヂスャート・ピャーチ・ムスター・ベー）は、ソビエト連邦製の152mm榴弾砲である。しばしば「МСТА」、あるいはラテン文字で「MSTA」と大文字書きされることがあるが何かの略号というわけではなく、「ムスタ」はロシア西部を流れる川の名前に由来している。

## 概要
この砲はD-20 152mm榴弾砲の後継として開発され、1986年に完成した。なお、2S19ムスタ-S 152mm自走榴弾砲の主砲もこの砲が採用されている。2A65では誘導砲弾「クラスノポリM2」の使用が可能である。自走式ではないため牽引車輌が必要とされるが、それには一般的な軍用トラックであるウラル-4320が想定されている。
開発時期が冷戦終結とソビエト連邦の崩壊の直前であったためD-20と比較して採用国は多くはないが、独立国家共同体諸国の陸軍あるいは海軍歩兵で運用されている。ロシア連邦軍の2A65は、チェチェン紛争で実戦に投入されている。

## スペック
- 口径：152.4mm
- 全長：11400 ~ 12700mm
- 全幅：m
- 重量：7,000kg
- 砲身長：7200mm（47口径）
- 仰俯角：-3.5°~+70°
- 左右旋回角：27°
- 運用要員：6-11名
- 発射速度：8発/分（最大）、1発/分（連続射撃時）
- 射程：24,700m（標準榴弾）/28,900m（ロケット補助推進弾）

## 運用国
- ジョージア - 2024年時点で、ジョージア陸軍が10門の2A65を保有[1]。
- カザフスタン - 2023年時点で、カザフスタン陸軍が70門の2A65を保有[2]。
- ロシア - 2023年時点で、ロシア陸軍が400門、ロシア海軍歩兵の50門の2A65を保有[3]。
- トルクメニスタン - 2024年時点で、トルクメニスタン陸軍が6門の2A65を保有[4]。
- ウクライナ - 2023年時点で、ウクライナ陸軍が80門の2A65を保有[5]。

|          | /FH70                                 | TRF1                                  | G5                                  | 2A65                                | M198                                              | M777                                            |
| -------- | ------------------------------------- | ------------------------------------- | ----------------------------------- | ----------------------------------- | ------------------------------------------------- | ----------------------------------------------- |
| 画像     |                                       |                                       |                                     |                                     |                                                   |                                                 |
| 主砲     | 39口径155mm                           | 40口径155mm                           | 45または52口径155mm                 | 47口径152mm                         | 39.3口径155mm                                     | 39口径155mm                                     |
| 全長     | 9.8 m（牽引時） 12.4 m（射撃時）      | 10 m（牽引時）                        | 9.1 m（牽引時）                     | 11.4 m - 12.7 m（射撃時）           | 7.09 m（牽引時） 11.3 m（射撃時）                 | 9.5 m（牽引時） 10.7 m（射撃時）                |
| 全幅     | 2.56 m（牽引時）                      | 3.09 m（牽引時）                      | 3.3 m（牽引時）                     | 不明                                | 2.79 m（牽引時） 8.53 m（射撃時）                 | 3.3 m（牽引時）                                 |
| 全高     | 2.56 m（牽引時）                      | 1.79 m（射撃時）                      | 2.1 m（牽引時）                     | 不明                                | 2.12 m（牽引時） 1.8 m（射撃時）                  | 不明                                            |
| 重量     | 7.8 t - 9.6 t                         | 10.52 t                               | 13.75 t                             | 7 t                                 | 7.162 t                                           | 4.218 t                                         |
| 砲員数   | 8名                                   | 7名                                   | 8名                                 | 6 - 11名                            | 11名                                              | 5名                                             |
| 最大射程 | 24 km（通常弾） 30 km（RAP弾）        | 24 km（通常弾） 30 km（RAP弾）        | 30 km（通常弾） 50km（RAP弾）       | 24.7 km（通常弾） 28.9 km（RAP弾）  | 22.4 km（M107弾） 26.5 km（M795弾） 30km（RAP弾） | 24 km（M107弾） 30 km（ERFB弾） 40 km（M982弾） |
| 発射速度 | 3発/15秒（最大） 3-6発/分（持続射撃） | 3発/15秒（最大） 3-6発/分（持続射撃） | 3発/分（最大） 1発/分（連続射撃時） | 8発/分（最大） 1発/分（連続射撃時） | 4発/分（最大） 2発/分（持続射撃）                 | 5発/分（最大） 2発/分（持続射撃）               |
| 採用国   | 10                                    | 3                                     | 6                                   | 7                                   | 10                                                | 4                                               |